# 御嶽山駅

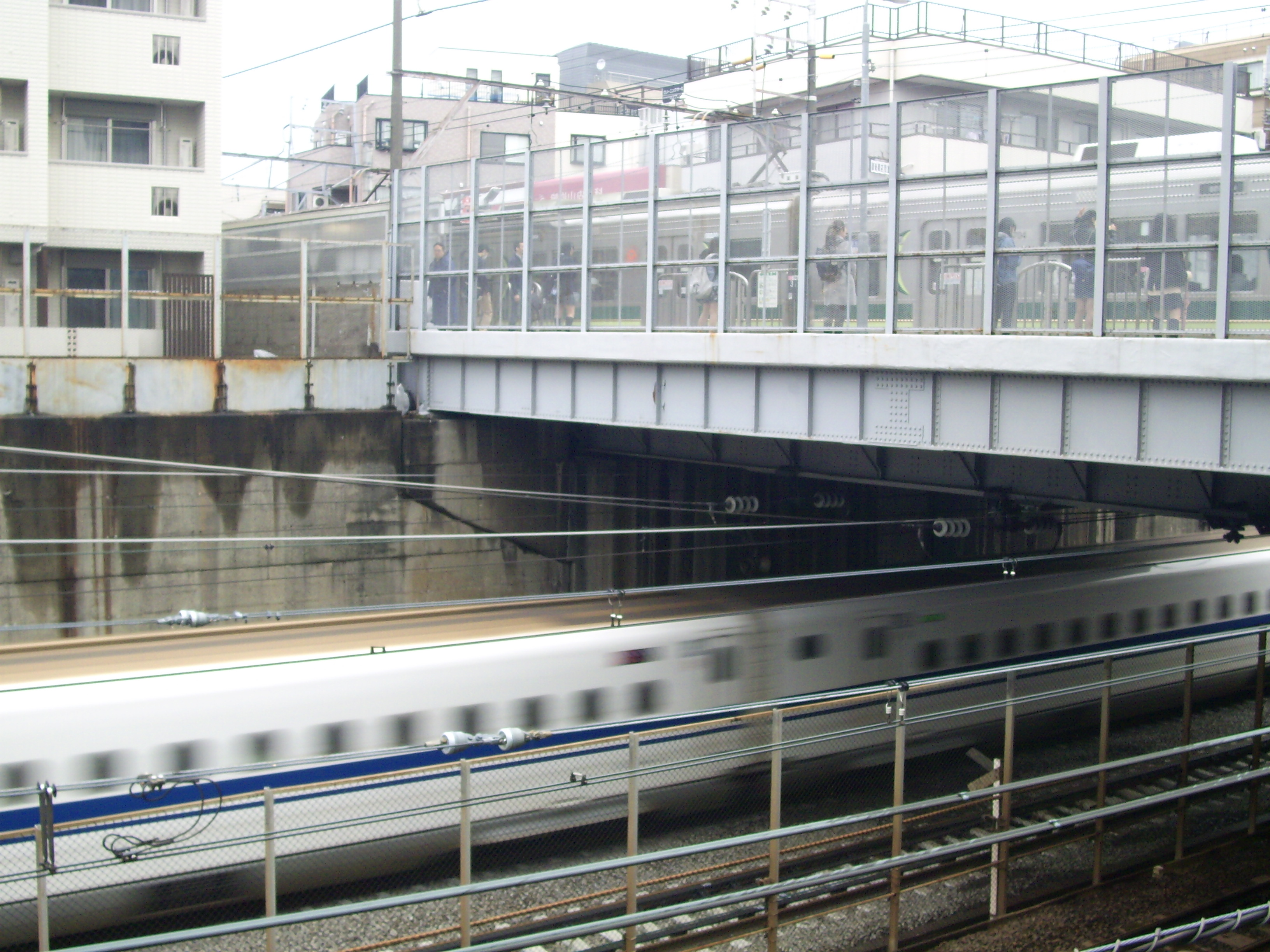
ホームと東急車両の直下を通過する新幹線

御嶽山駅（おんたけさんえき）は、東京都大田区北嶺町にある、東急電鉄池上線の駅である。駅番号はIK10。

## 歴史

### 年表
- 1923年（大正12年）5月4日：池上電気鉄道（現・東急電鉄）の御嶽山前駅（おんたけさんまええき）として開設[1]。
- 1929年（昭和4年）6月1日：御嶽山駅（おんたけさんえき）へ改称[1]。

### 駅名の由来
近隣の御嶽神社が奉っている御嶽山に由来する。

## 駅構造
相対式ホーム2面2線を有する地上駅（一部高架）。サービスマネジャー導入駅であるため、蒲田駅より遠隔監視している。
改札は上下ホーム別々に設置されており、改札内でのホーム間移動は不可。トイレは2番線ホーム側のみ存在する。蒲田寄り線路真下を東海道新幹線と品鶴線（横須賀線・湘南新宿ライン・相鉄・JR直通線）が走っている。

### のりば
| 番線 | 路線   | 方向 | 行先                           |
| ---- | ------ | ---- | ------------------------------ |
| 1    | 池上線 | 下り | 蒲田方面                       |
| 2    | 池上線 | 上り | 雪が谷大塚・旗の台・五反田方面 |

## 利用状況
2024年度（令和6年度）の1日平均乗降人員は23,587人である。乗車数の割にホームが狭く、特に朝通勤ラッシュ時は2番線ホームが非常に混み合う。
近年の1日平均乗降・乗車人員の推移は以下の通り。
| 年度               | 1日平均 乗降人員 | 1日平均 乗車人員 | 出典     |
| ------------------ | ---------------- | ---------------- | -------- |
| 1990年（平成02年） |                  | 7,742            | [ * 1 ]  |
| 1991年（平成03年） |                  | 7,801            | [ * 2 ]  |
| 1992年（平成04年） |                  | 7,748            | [ * 3 ]  |
| 1993年（平成05年） |                  | 7,764            | [ * 4 ]  |
| 1994年（平成06年） |                  | 7,682            | [ * 5 ]  |
| 1995年（平成07年） |                  | 7,667            | [ * 6 ]  |
| 1996年（平成08年） |                  | 7,603            | [ * 7 ]  |
| 1997年（平成09年） |                  | 7,652            | [ * 8 ]  |
| 1998年（平成10年） |                  | 8,123            | [ * 9 ]  |
| 1999年（平成11年） |                  | 8,497            | [ * 10 ] |
| 2000年（平成12年） |                  | 9,041            | [ * 11 ] |
| 2001年（平成13年） |                  | 9,235            | [ * 12 ] |
| 2002年（平成14年） | 19,740           | 9,301            | [ * 13 ] |
| 2003年（平成15年） | 19,974           | 9,546            | [ * 14 ] |
| 2004年（平成16年） | 19,562           | 9,951            | [ * 15 ] |
| 2005年（平成17年） | 20,399           | 10,321           | [ * 16 ] |
| 2006年（平成18年） | 21,383           | 10,822           | [ * 17 ] |
| 2007年（平成19年） | 21,902           | 11,036           | [ * 18 ] |
| 2008年（平成20年） | 22,433           | 11,285           | [ * 19 ] |
| 2009年（平成21年） | 23,043           | 11,851           | [ * 20 ] |
| 2010年（平成22年） | 23,486           | 11,781           | [ * 21 ] |
| 2011年（平成23年） | 23,588           | 11,831           | [ * 22 ] |
| 2012年（平成24年） | 24,218           | 12,140           | [ * 23 ] |
| 2013年（平成25年） | 24,857           | 12,455           | [ * 24 ] |
| 2014年（平成26年） | 24,869           | 12,430           | [ * 25 ] |
| 2015年（平成27年） | 25,598           | 12,792           | [ * 26 ] |
| 2016年（平成28年） | 26,145           | 13,063           | [ * 27 ] |
| 2017年（平成29年） | 26,865           | 13,395           | [ * 28 ] |
| 2018年（平成30年） | 27,422           | 13,679           | [ * 29 ] |
| 2019年（令和元年） | 27,248           | 13,598           | [ * 30 ] |
| 2020年（令和02年） | 19,541           |                  |          |
| 2021年（令和03年） | 20,593           |                  |          |
| 2022年（令和04年） | 21,762           |                  |          |
| 2023年（令和05年） | 22,959           |                  |          |
| 2024年（令和06年） | 23,587           |                  |          |

## 駅周辺
- 東京都立田園調布高等学校
- 東京都立雪谷高等学校
- 御嶽神社：長野県・岐阜県境の御嶽山にある御嶽神社の支社。かつては御嶽山信仰の参拝者により、駅周辺が宿場町として栄えていた、と言う歴史がある。
- 大田区立東調布公園
- みたけ幼稚園
- 大田東嶺町郵便局
- 東急多摩川線沼部駅：約1km。
- オオゼキ御嶽山店
- イオンスタイル御嶽山駅前
- バーガーキング 御嶽山駅前店
- サンマルクカフェ 御嶽山店[8]

## 隣の駅
東急電鉄
 池上線
雪が谷大塚駅 (IK09) - 御嶽山駅 (IK10) - 久が原駅 (IK11)